# Hartha
Hartha település Németországban, azon belül Szászország tartományban. Lakosainak száma 6700 fő (2023. december 31.). Hartha Colditz, Geringswalde és Leisnig községekkel határos.

## Fekvése
Freibergtől északnyugatra, Chemnitztől északra fekvő település.

## Története
A települést a 17. század második felében frankóniai telepesek alapították. Az ipari fejlődés idején takácstelepülés volt.

## Galéria

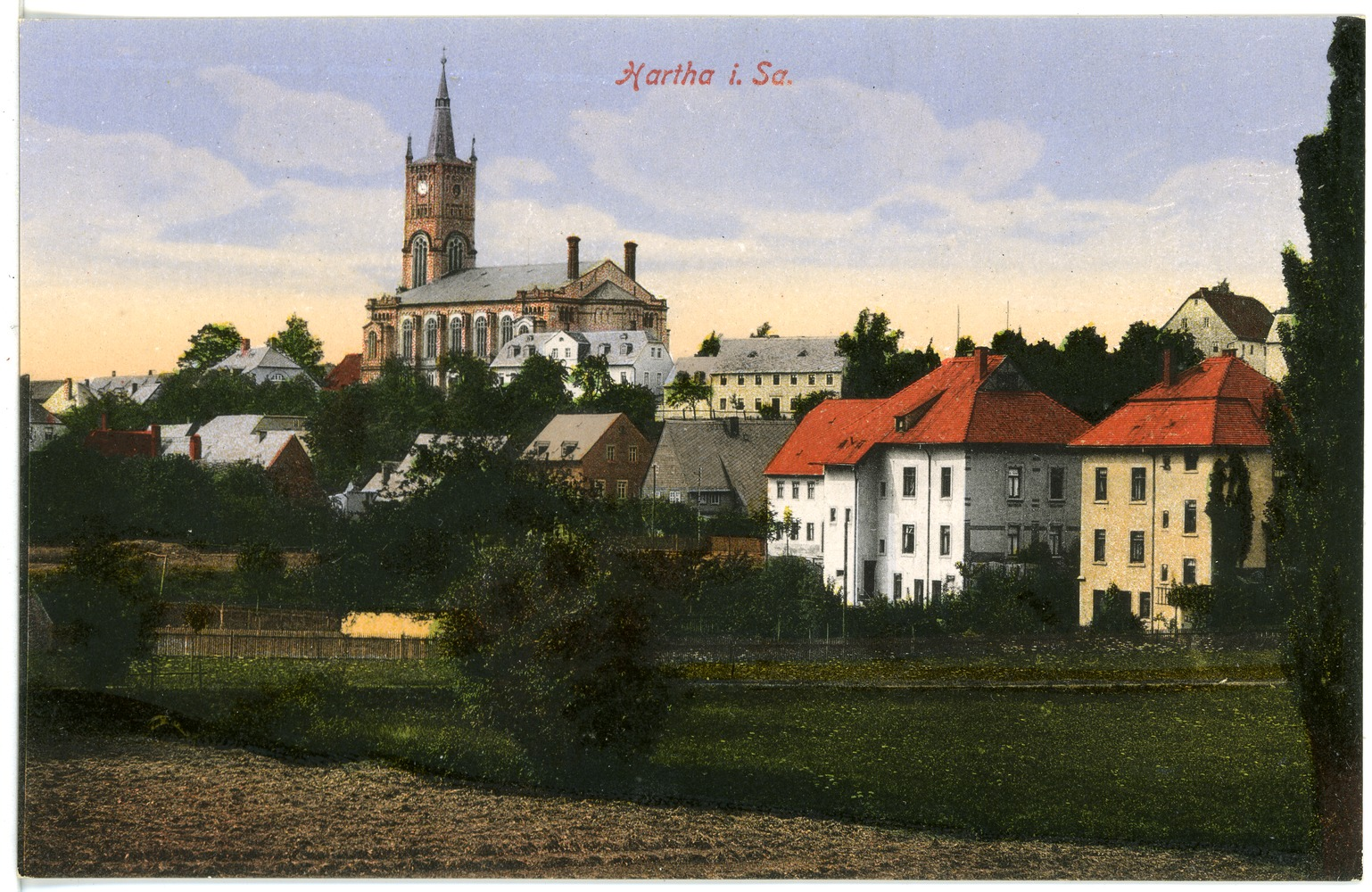
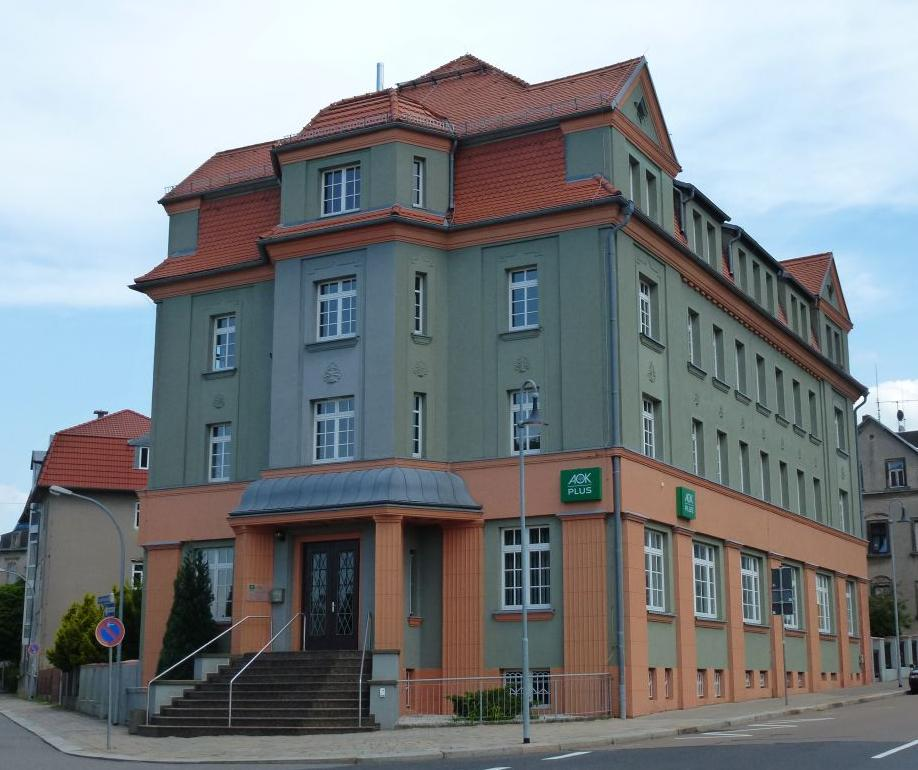
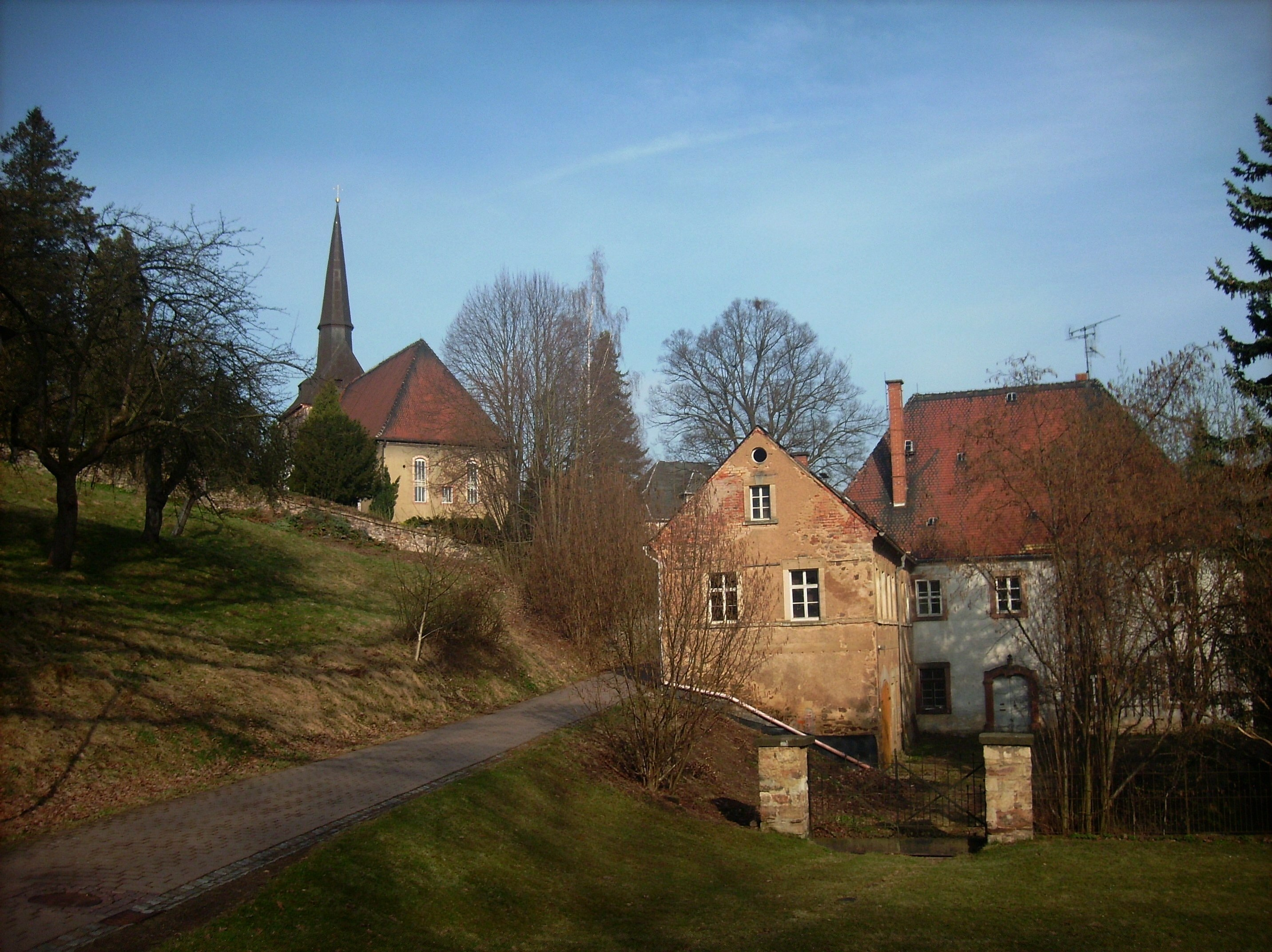
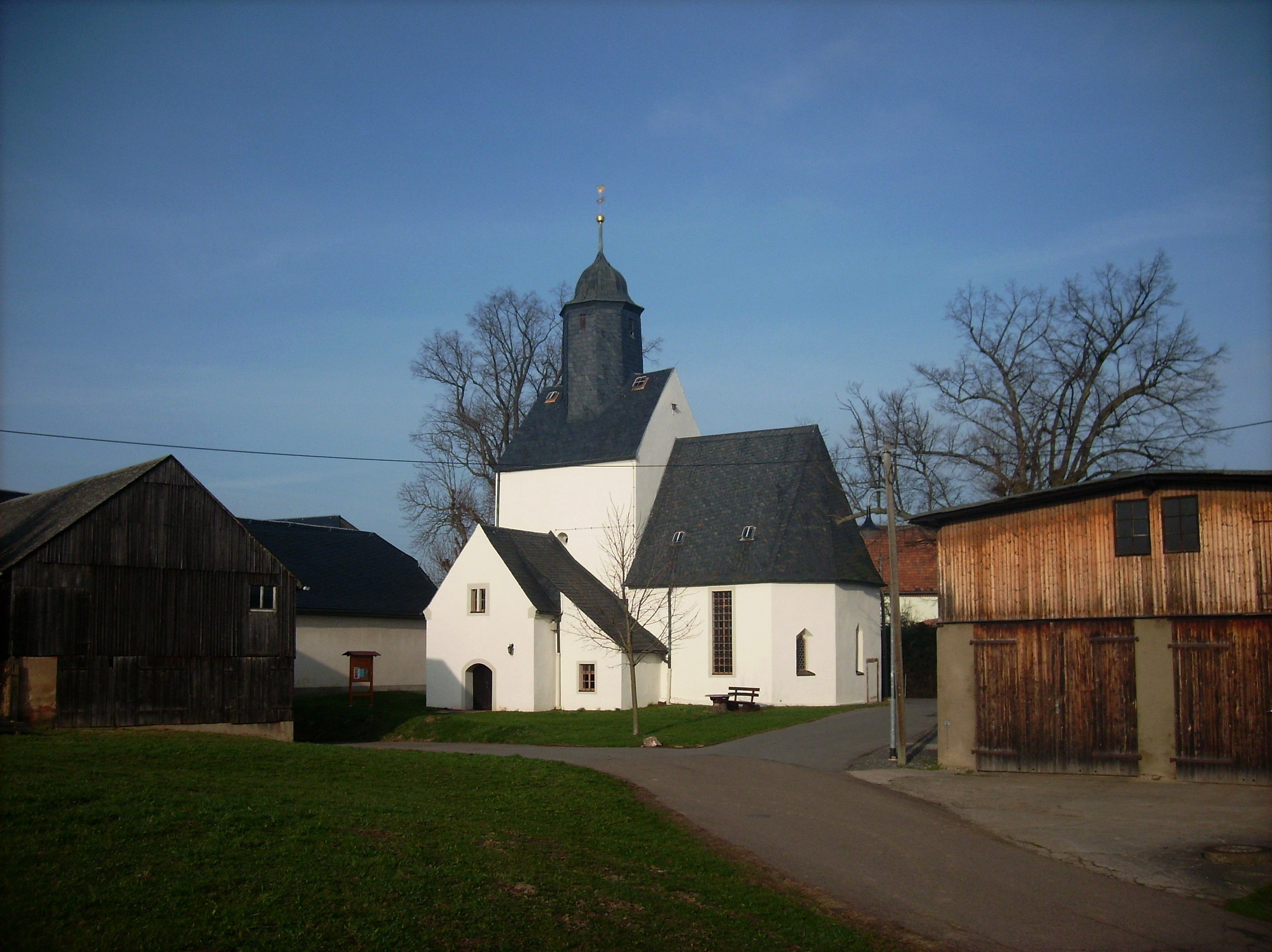
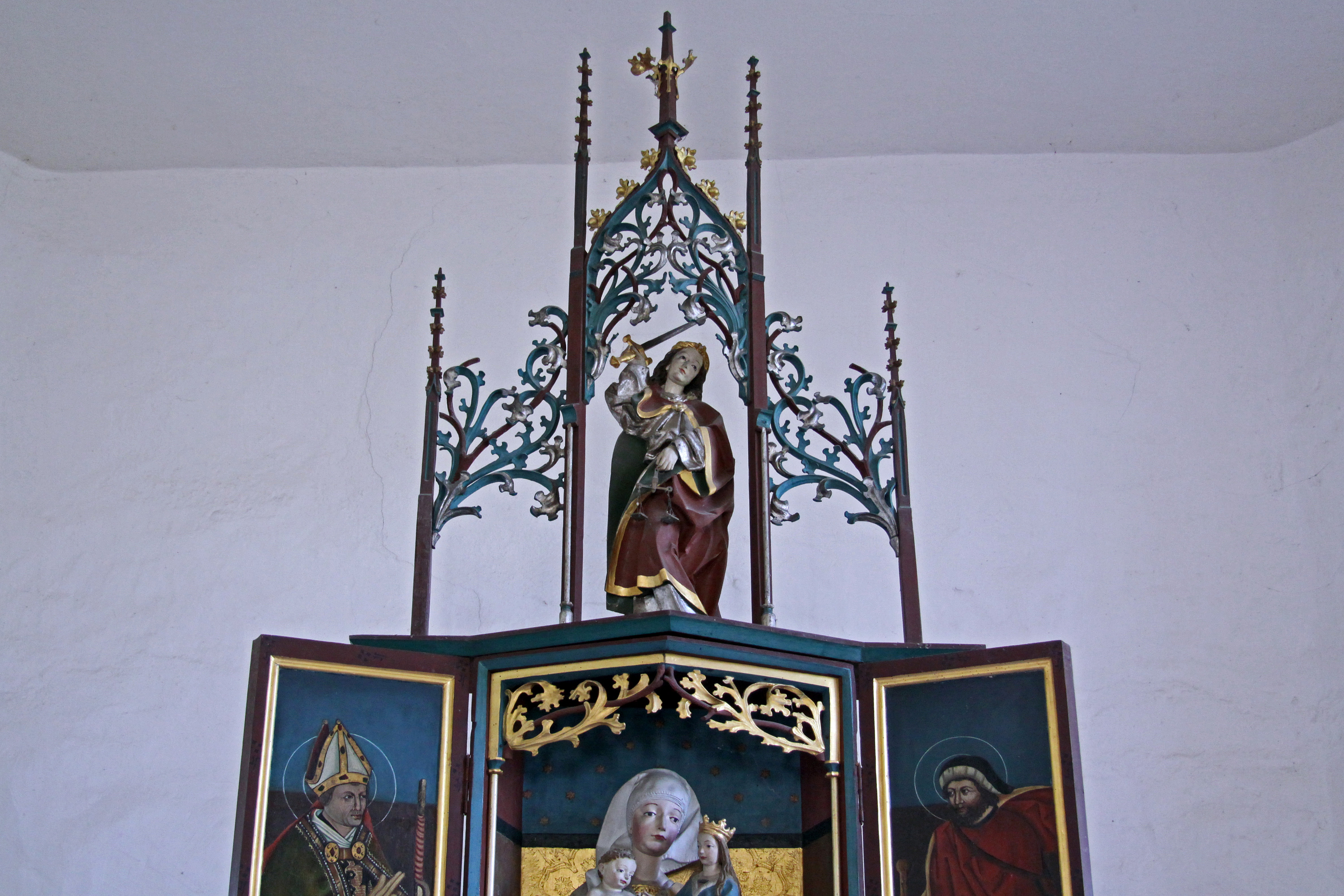

## Népesség
A település népességének változása:
| Lakosok száma | 7121 | 7034 | 6813 | 6777 | 6700 |
|               | 2017 | 2019 | 2021 | 2022 | 2023 |